# دیوسمتوو
دیوسمتوو (انگلیسی: Dyusmetovo) یک شهرک در شهرستان بورایفسکی باشقیرستان کشور روسیه است.